# 黄金瑶族乡
黄金瑶族乡，是中华人民共和国湖南省邵陽市新宁县下辖的一个民族乡。
此地即八峒瑶山所在，明代为新宁县所管辖的瑶族聚居区。当地瑶民使用汉语方言——八峒瑶语。1938年，除桃盆峒、逻绕峒外，麻林峒、大绢峒、黄崖（岩）峒、圳源峒、桃盆峒、深冲峒六峒合并为桃林乡。中华人民共和国建立后，历经调整，桃林乡分为今麻林瑶族乡、黄金瑶族乡。2018年时，总人口8900余人，其中，瑶族人口4800余人:41。

## 行政区划
黄金瑶族乡下辖以下地区：
黄金村、百宝村、金沙村、农科村、黄茶村、大龙村、栗田村、岩山村、菜沙村、三合村、杉坪村、细桥村、二联村、圳水村、九龙村和新宁县黄金牧场。